# FC Urartu
FC Urartu este un club de fotbal din Erevan, Armenia care evoluează în Prima Ligă.

## Clubul în Europa
| Competiție | Meciuri | V | E | Î | Gm | Gp |
| ---------- | ------- | - | - | - | -- | -- |
| Cupa UEFA  | 12      | 2 | 2 | 8 | 11 | 25 |

## Palmares
- Cupa Armeniei: 2

( 1992, 2007 )